# قابعات الأسنان
ٌقَابِعات الأسنان (الاسم العلمي: Pleurodontidae)، فصيلة حلزونات أرضية منتفسة للهواء، تنتمي إلي الرخويات بطنيات القدم الرئوية الرخوية الأرضية، من فيلق الحلزونية.